# 王寿挺
王寿挺（1985年9月3日—）是中国职业足球运动员，主要司职后腰，现效力于中超长春亚泰。
王寿挺是大连实德青年队中较早引起关注的球员之一，2004年被租借到前身为大连赛德隆的珠海中邦效力两年，次年随队升入中超并迁到上海比赛，入选了克劳琛的国青队。2006年，实德收回王寿挺，不过他因伤错过了很多比赛，未能成为球队主力。2007年，王寿挺转会河南建业，又入选了备战北京奥运的中国国奥队，不过未能进入最终大赛名单。2012年，合约期满的王寿挺自由转会加盟辽宁宏运，不过未能获得足够的比赛机会，7月二次转会期提出转会，加盟上海申花。
1. ↑  . 2005-12-16  [2012-07-12]. （原始内容存档于2016-03-04）.